# 韦克舍市镇
56°53′N 14°48′E / 56.883°N 14.800°E
韦克舍市镇（瑞典語：Växjö kommun）是瑞典南部克鲁努贝里省的一个市镇。其治所位于韦克舍。